# 김택수 (탁구 선수)
김택수(金擇洙, 1970년 5월 25일 ~ )는 전 남자 탁구 선수였고, 현재 미래에셋대우의 감독이다.

## 출신 학교
- 광주서석초등학교
- 광주무진중학교
- 광주숭일고등학교

## 지도자경력
- 2001년 ~ 2006년 - KT&G 탁구단 코치
- 2004년 ~ 2006년 국가대표 코치
- 2007년 ~ 2008 - 대우증권 토네이도 감독
- 2008.09 ~ 2009.03 대한탁구협회 경기이사
- 2009.03 ~ 대한탁구협회 기술이사
- 2010년 ~ 현재 - 남자 탁구대표팀 감독
- 2016년~ 현재 미래에셋증권 탁구단 총감독

## 수상 경력
- 2004년 체육훈장 청룡장 수훈